# Jacques Choppy
Cet article possède un paronyme, voir Shopi.
 (mars 2009).
Si vous disposez d'ouvrages ou d'articles de référence ou si vous connaissez des sites web de qualité traitant du thème abordé ici, merci de compléter l'article en donnant les références utiles à sa vérifiabilité et en les liant à la section « Notes et références ».
Jacques Choppy, né le 27 septembre 1926 à Paris 14e et mort le 26 juillet 2004 à Paris 15e, est un karstologue et spéléologue français. Il s’est illustré par sa théorie sur le creusement des cavités souterraines.
Indépendant du monde universitaire, il est pourtant reconnu comme l’un des plus grands experts du monde souterrain.

## Sources et références
- Delanghe, Damien, Médailles et distinctions honorifiques (document PDF), in : Les Cahiers du CDS no 12, mai 2001.
- Association des anciens responsables de la fédération française de spéléologie : In Memoriam.

1. ↑  Relevé des fichiers de l'Insee
2. ↑  CHOPPY Jacques, Pourquoi se creusent les grottes ?, Karstologia Mémoire no 16, 2008, 200p.  (ISBN 978-2-908779-32-5)
3. ↑  [PDF]« Jacques Choppy (1926-2004) Figure emblématique de la spéléologie ... », sur edytem.fr (consulté le 12 novembre 2017).